# Uzovské Pekľany
Uzovské Pekľany este o comună slovacă, aflată în districtul Sabinov din regiunea Prešov. Localitatea se află la altitudinea de 480 m deasupra n.m., se întinde pe o suprafață de 9,95 km2 și în 2017 număra 469 de locuitori.

## Istoric
Localitatea Uzovské Pekľany este atestată documentar din 1337.

## Demografie
| An:                | 1994 | 2004   | 2014   | 2024    |
| ------------------ | ---- | ------ | ------ | ------- |
| Număr de persoane: | 371  | 375    | 406    | 480     |
| Diferență:         |      | +1,07% | +8,26% | +18,22% |

| An:                | 2023 | 2024   |
| ------------------ | ---- | ------ |
| Număr de persoane: | 468  | 480    |
| Diferență:         |      | +2,56% |